# Santamental
Santamental je četrti solo studijski album Steva Lukatherja, ki je izšel leta 2003 pri založbi Bop City Records. Santamental je projekt, pri katerem so sodelovali glasbeniki kot so kitaristi Eddie Van Halen, Slash, Steve Vai in bobnar Gregg Bissonette.

## Zgodovina
Lukatherjeva založba Bop City Records je od Lukatherja želela, da posname božični album. Lukather je zato k sodelovanju povabil klaviaturista Jeffa Babka in kitarista Larryja Carltona, s katerim je že prej sodeloval, da bi mu pomagala pri aranžiranju skladb. Projekt je bil Lukatherju v izziv, ki je želel kreativno preoblikovati tradicionalne skladbe v zanimive skladbe za poslušalce brez da bi spremenil strukture skladb. O albumu je Luakther dejal: »V milijonih let nisem nikoli sanjal o tem, da bom posnel božični album«.
Večina glasbenikov, ki jih je Lukather izbral za Santamental, je največ izvajala hard rock, vendar so kljub temu na albumu pustili vtis. Van Halen je posnel kitaro pri skladbi »Joy to the World« potem, ko že nekaj časa ni bil v studiu, vendar je s svojim načinom igranja takoj naredil vtis na Lukatherja. Vai je prispeval kitaro pri skladbi »Carol of the Bells« skupaj z Luaktherjevim sinom Trevorjem, ki je bil v tem času star 14 let. Slash, ki je posnel svoj del v prvem poskusu, je igral pri skladbi »Broken Heart for Christmas«. Lukather je po projektu Slasha označil za »Keitha Richardsa naše generacije«. Znani studijski kitarist Michael Landau je igral pri skladbi »Look Out For Angels«, na albumu pa je še verzija skladbe »Jingle Bells«, ki jo izvaja big band, zapel pa jo je Sammy Davis Jr.. Album bil posnet v šestih dneh, po snemanju pa je Lukather izjavil, da je to njegov »prvi in zadnji božični album«.

## Seznam skladb
| Št. | Naslov                                                    | Dolžina |
| --- | --------------------------------------------------------- | ------- |
| 1.  | „Joy to the World‟ (trad.)                                | 3:07    |
| 2.  | „Greensleaves‟ (trad.)                                    | 6:58    |
| 3.  | „Jingle Bells‟ (James Pierpont)                           | 2:19    |
| 4.  | „Carol of the Bells‟ (trad.)                              | 4:42    |
| 5.  | „Broken Heart for Christmas‟ (Steve Lukather, Stan Lynch) | 4:09    |
| 6.  | „Angels We Have Heard on High‟                            | 4:55    |
| 7.  | „Winter Wonderland‟ (Felix Bernard, Dick Smith)           | 4:05    |
| 8.  | „Look Out for Angels‟ (Jeff Babko, Lukather)              | 5:19    |
| 9.  | „Silent Night‟ (Franz Xaver Gruber)                       | 4:33    |
| 10. | „The Christmas Song‟ (trad.)                              | 2:16    |

## Zasedba
- Steve Lukather – kitare, vokali
- Trevor Lukather – kitara (4)
- Eddie Van Halen – kitara (1)
- Slash – kitara (5)
- Steve Vai – kitara (4)
- Mike Landau – kitara (8)
- Edgar Winter – vokali, saksofon (7)
- Jeff Babko – klaviature, trombon, orgle, rhodes, horni
- John Pierce – bas
- Scott Hamilton – saksofon
- Walt Fowler – trobenta
- George Shelby – saksofon
- Greg Bissonette – bobni
- Lenny Castro – tolkala
- Simon Phillips – bobni (11)